# Lądowisko Instytut „Pomnik – Centrum Zdrowia Dziecka”
Lądowisko Instytut „Pomnik – Centrum Zdrowia Dziecka” – lądowisko sanitarne w Warszawie, w dzielnicy Wawer, położone przy Alei Dzieci Polskich 20. Przeznaczone jest do wykonywania startów i lądowań śmigłowców sanitarnych i ratowniczych w dzień i w nocy o dopuszczalnej masie startowej 5700 kg.
Zarządzającym lądowiskiem jest Instytut „Pomnik – Centrum Zdrowia Dziecka”. W roku 2015 zostało wpisane do ewidencji lądowisk Urzędu Lotnictwa Cywilnego pod numerem 324.